# Intasia nojii
Intasia nojii is een rondwormensoort uit de familie van de Diplopeltidae. De wetenschappelijke naam van de soort is voor het eerst geldig gepubliceerd in 1991 door Jensen als Southerniella nojii.